# Škoda 100/110
Les Škoda 100 et 110 sont deux automobiles produites entre 1969 et 1980 par le constructeur tchécoslovaque Škoda Auto. L’appellation « Škoda 100 » renvoie aux modèles équipés du moteur 1 000 cm3, tandis que le bloc 1 100 cm3 était réservé aux versions « 110 ».

## Histoire

### Škoda joue la carte de la continuité
Dévoilée au public à l’occasion de la Foire de Brno de septembre 1969, la nouvelle gamme 100/110 est à l’ancienne 1000 MB ce que l’Octavia était à la 440 dix ans auparavant : une remise au goût du jour plutôt qu’un véritable nouveau modèle.
Si la cellule centrale est inchangée, les rondeurs des faces avant et arrière font place à plus de sobriété : ailes totalement intégrées, feux arrière rectangulaires encadrant la plaque d’immatriculation, capot plat, etc.
L’intérieur est lui aussi rajeuni, et les passagers arrière apprécieront la disparition des passages de roues dans l’habitacle.
Côté moteur, on retrouve le 988 cm3 de 48 ch issu de la 1000 MB, désormais monté sur les versions 100, et le 1 107 cm3 de la 1100 MB, qui gagne un cheval (53 ch) à l’occasion de son arrivée sous le capot de la 110.
La Škoda 100 est livrable en version « Standard » (reconnaissable à ses grilles d’aération verticales à l’arrière) et « de Luxe » (les mêmes grilles sont horizontales), tandis que la 110 n’existe avec cette dernière finition.
Break et cabriolet ne sont toujours pas au programme, alors que le coach 1000 MBX n’est pas reconduit.
Pour être complet, on notera enfin l’apparition de freins à disque à l’avant.

### Un intéressant dérivé coupé
Coupant l’herbe sous le pied de ceux qui considéraient la nouvelle gamme comme trop sage, Škoda présente à la Foire de Brno 1970 un coupé 2+2 dénommé 110 R.
Si beaucoup de journalistes la qualifient de « Porsche de l’Est », il faut préciser que ce modèle n’est pas pour autant un foudre de guerre : son moteur 1 100 poussé à 62 ch autorise tout au plus 145 km/h en vitesse de pointe, et une barre des 100 km/h atteinte en 18,5 secondes.
Néanmoins, son aspect sportif est entretenu par la présence d’un volant de petit diamètre, de cinq compteurs ronds recouverts de faux bois, et de sièges plus enveloppants.
Produit à partir de 1971 dans l’usine de Kvasiny, la 110 R connaîtra un joli succès sur les marchés européens.

### La berline évolue
Dès le mois d’avril 1970, la nouvelle version Rallye, basée sur la 110, rejoint la gamme. 
En 1972, la 110 LS (pour « Luxe Super ») joue la carte du haut de gamme avec un radiateur d’huile, un lave-glace électrique et le moteur du coupé. Elle se reconnaît grâce à une moulure de calandre plus épaisse.
Au mois de mai de la même année, une version 120 S équipée d’un 1200 de 64 ch est proposée aux clients sportifs. Une centaine d’exemplaires sera assemblée.
La gamme est légèrement renouvelée pour le millésime 1973. Le coupé reçoit ainsi entre autres de nouveaux enjoliveurs, des appuis-tête à l’avant, et comme la berline, une calandre à quatre phares et des poignées de porte encastrées.
Le 29 août 1973, une 110 LS a l’honneur d’être la millionième Škoda à moteur arrière produite depuis la première 1000 MB en 1964.
La gamme Škoda n’évolue pratiquement pas jusqu’en 1976, date à laquelle sont dévoilées les nouvelles 105 et 120. La production des 110 cesse à l’automne, et celle des 100 au mois d’avril 1977. N’ayant pour le moment aucun équivalent dans la nouvelle gamme, le coupé 110 R perdure jusqu’en 1980, profitant au passage des améliorations techniques apportées aux berlines 120.

### Production
Construite à 1 136 913 exemplaires entre 1969 et 1980, la famille 100/110 a été la première voiture tchèque à dépasser le million d’unités. 
La berline 100 « Standard » a été la plus populaire avec 602 020 modèles produits, devant la 110 L (de Luxe ; 219 864 exemplaires), la 100 L (217 767), le coupé 110 R (56 902), et la berline 110 LS (40 057). À cela, il faut ajouter environ 300 modèles destinés à la course.

## La gamme 100/110 dans le sport automobile

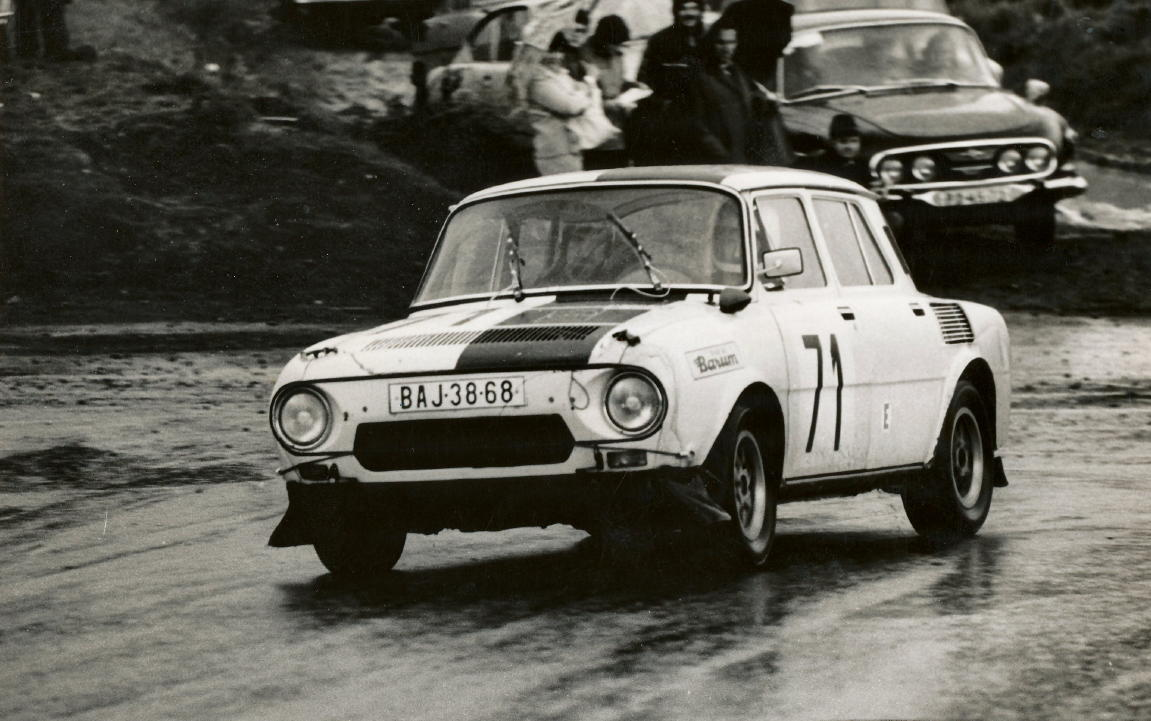
Le pilote slovaque Pavol Podolay au Volant d’une Škoda 120 S en 1978

Si quelques berlines (110 Rallye et 120 S notamment) ont permis à Škoda de se montrer sur quelques rallyes au début des années 1970, c’est bien le coupé 110 R et ses dérivés qui ont permis à la marque tchèque d’asseoir véritablement sa réputation dans le domaine de la course automobile. 
En 1974, l’usine dévoile deux impressionnants coupés issus de la 110 R : la 180 RS (1 771 cm3, 154 ch) et la 200 RS (1 997 cm3, 163 ch). Grâce à l’ajout de deux carburateurs Weber et la présence d’une boîte de vitesses à cinq rapports signée Porsche, ces deux bolides dépassent les 200 km/h (210 exactement pour la 200 RS).
Mais pour faire face aux exigences de la FIA, Škoda développe une nouvelle version plus « viable » : la 130 RS. Beaucoup plus proche du modèle de série, celle-ci adopte un moteur 1300 capable de délivrer 140 ch jusqu’à 8 500 tr/min. La 130 RS est homologuée à compter du 1er mai 1975. Produite à environ 200 exemplaires jusqu’en 1970 (alors que la FIA en réclamait un minimum de 1000…), elle sera visible sur de nombreux rallyes européens jusqu’en 1984, remportant de nombreuses victoires et de jolies places d’honneur (comme la douzième place des tchèques Blahna et Hlavka au Rallye de Monte-Carlo 1977, complétée d’une victoire dans leur catégorie). 

## Deux prototypes uniques

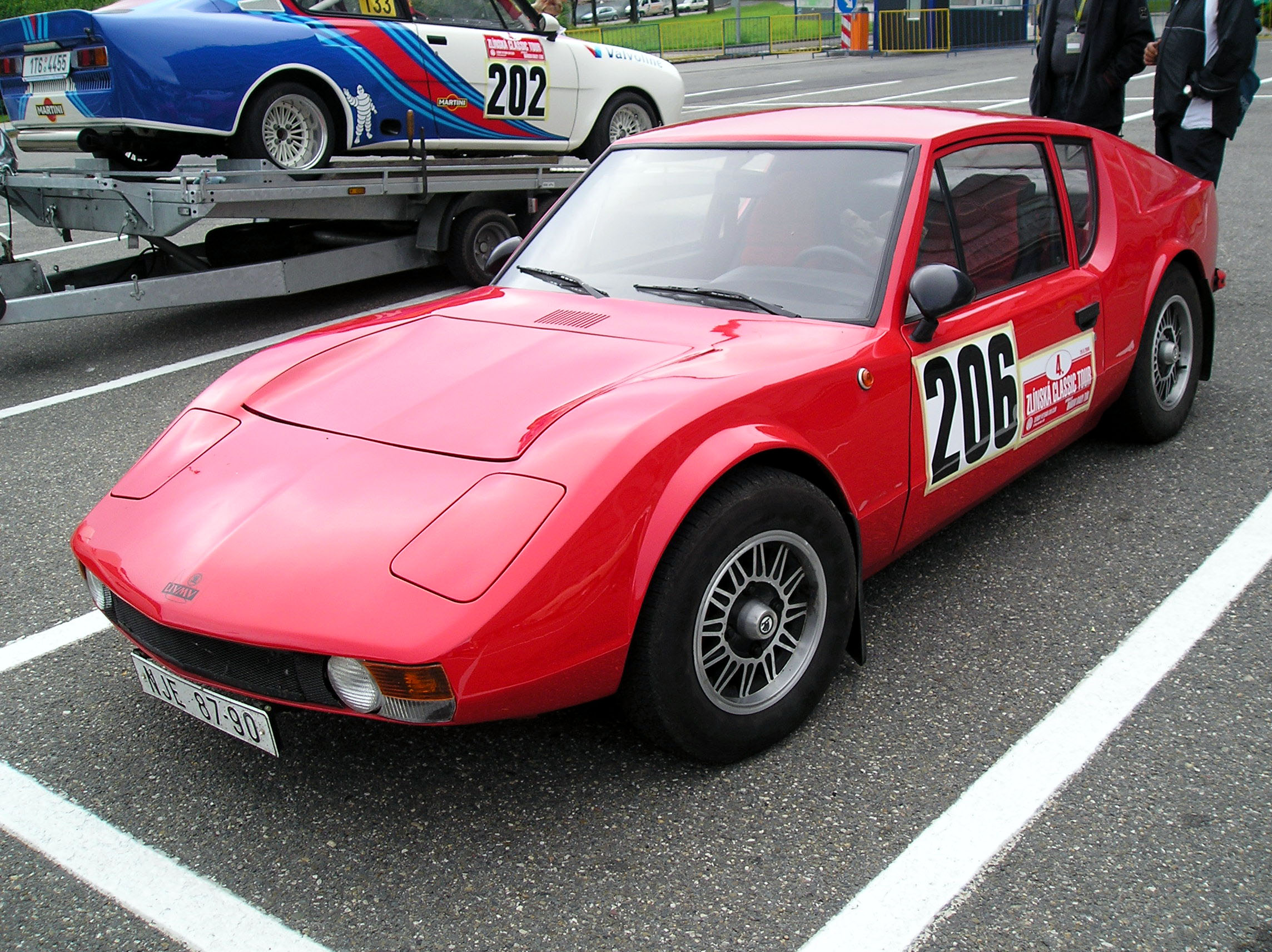
UVMV 1100 GT

L’année 1971 a vu la présentation de deux prototypes dérivés des Škoda 100 et 110, malheureusement restés sans suite commerciale.
Au Salon de Genève, l’Institut de Recherche du Véhicule Automobile tchécoslovaque (UVMV) dévoile un intéressant coupé 1100 GT à carrosserie en polyester. Équipé d’un quatre cylindres de Škoda 110 dont la cylindrée a été portée à 1 140 cm3 et la puissance à 75 ch, la 1100 GT atteint la vitesse de 173 km/h grâce à un poids contenu à 843 kg.
En octobre suivant, au Salon de Londres, un spectaculaire coupé nommé S110 GT est présent sur le stand Škoda. Renommé par la suite Super Sport, cet exercice de style se démarque par son dessin très angulaire, son « cockpit » entièrement relevable et ses six phares installés sur un panneau escamotable. A l’heure où l’immense majorité des voitures sont équipées de fins pare-chocs chromés en guise de protections, la Super Sport innove avec un bourrelet de caoutchouc ceinturant toute la carrosserie. À l’arrière, sous un capot basculant, on retrouve le 1 107 cm3 de la berline Škoda 110, développant ici 80 ch et emmenant cet exemplaire unique à 190 km/h.

## Galerie

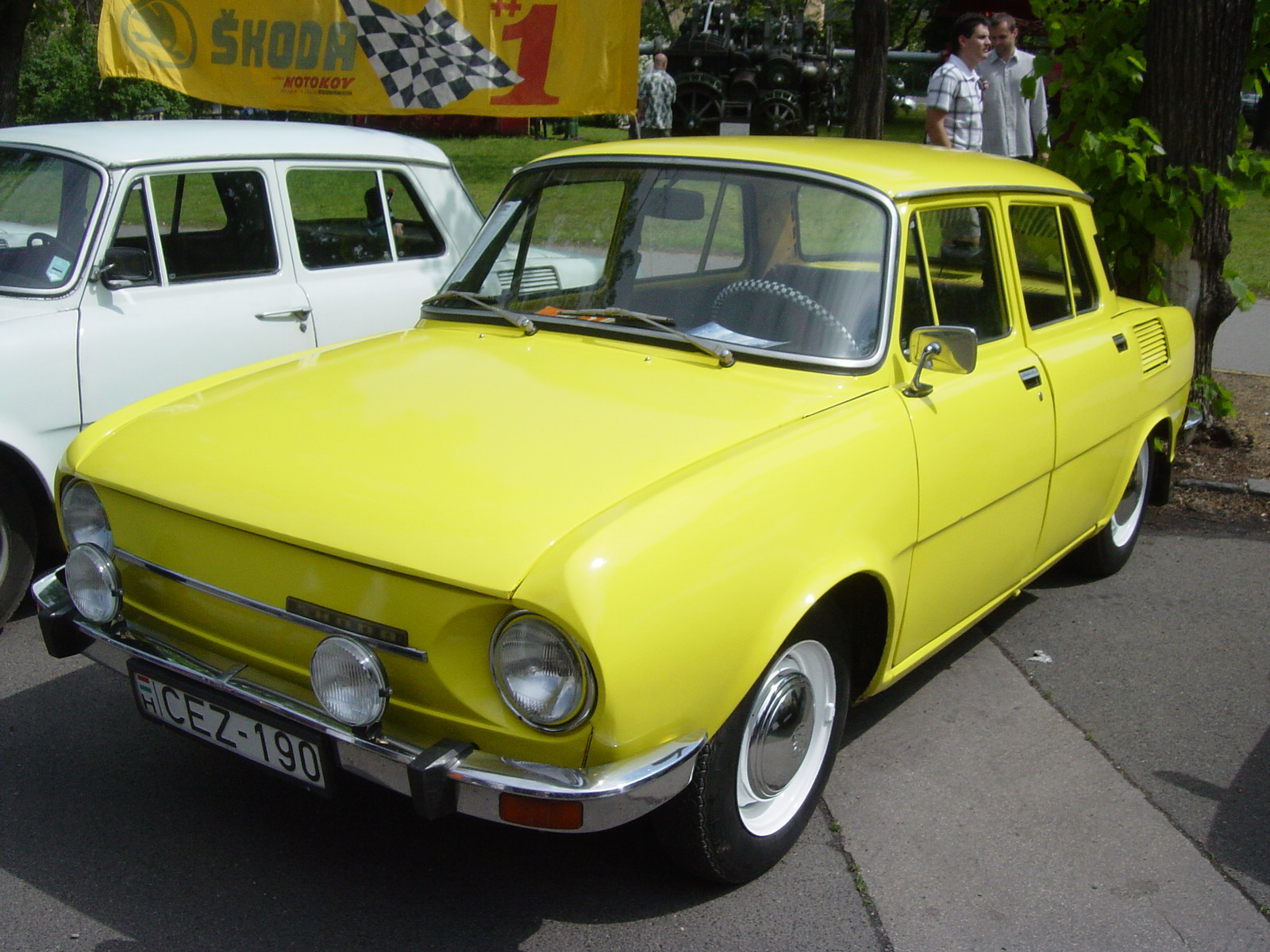
Škoda 100.
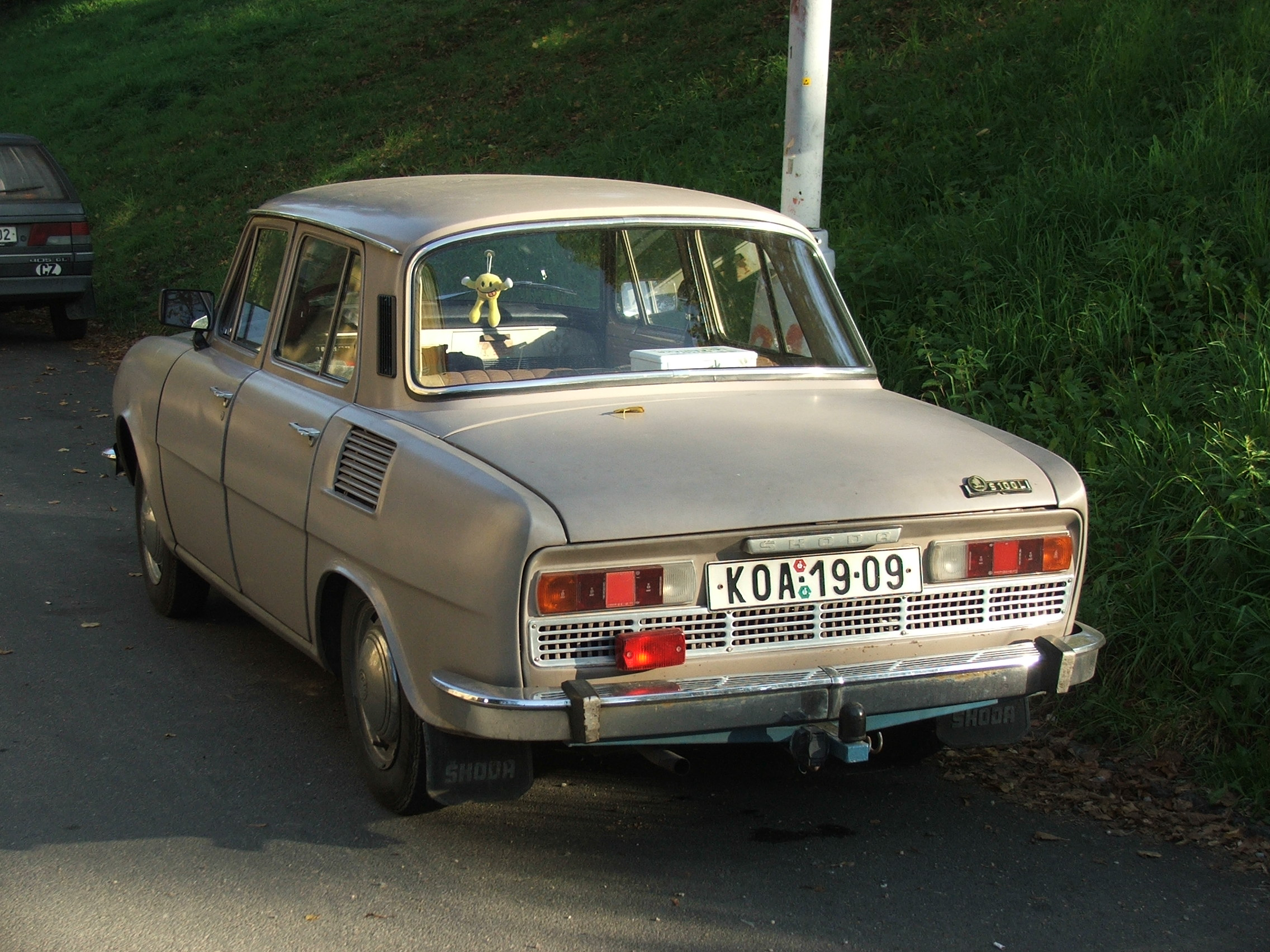
Škoda 100 L.
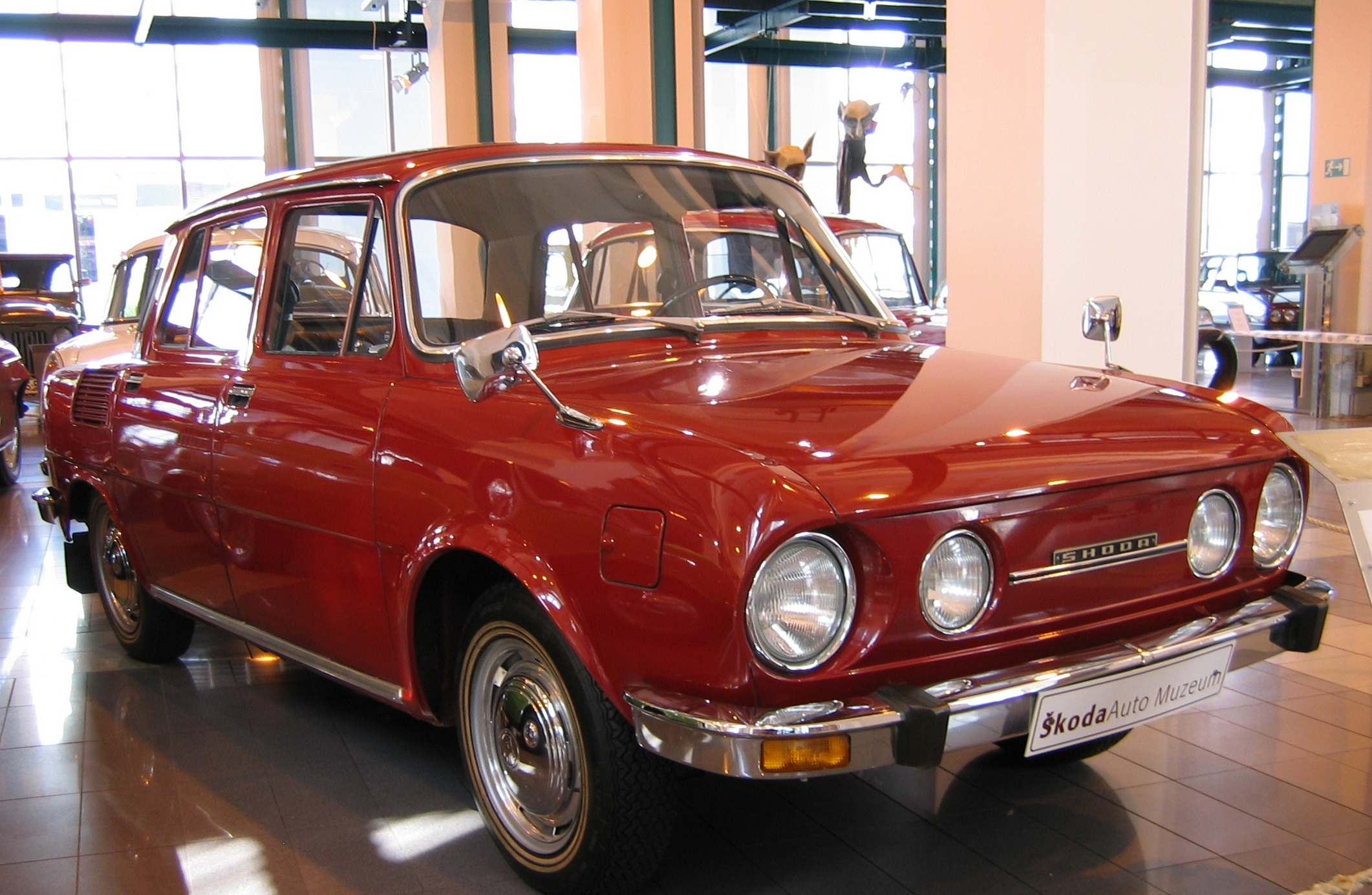
Škoda 110 LS.
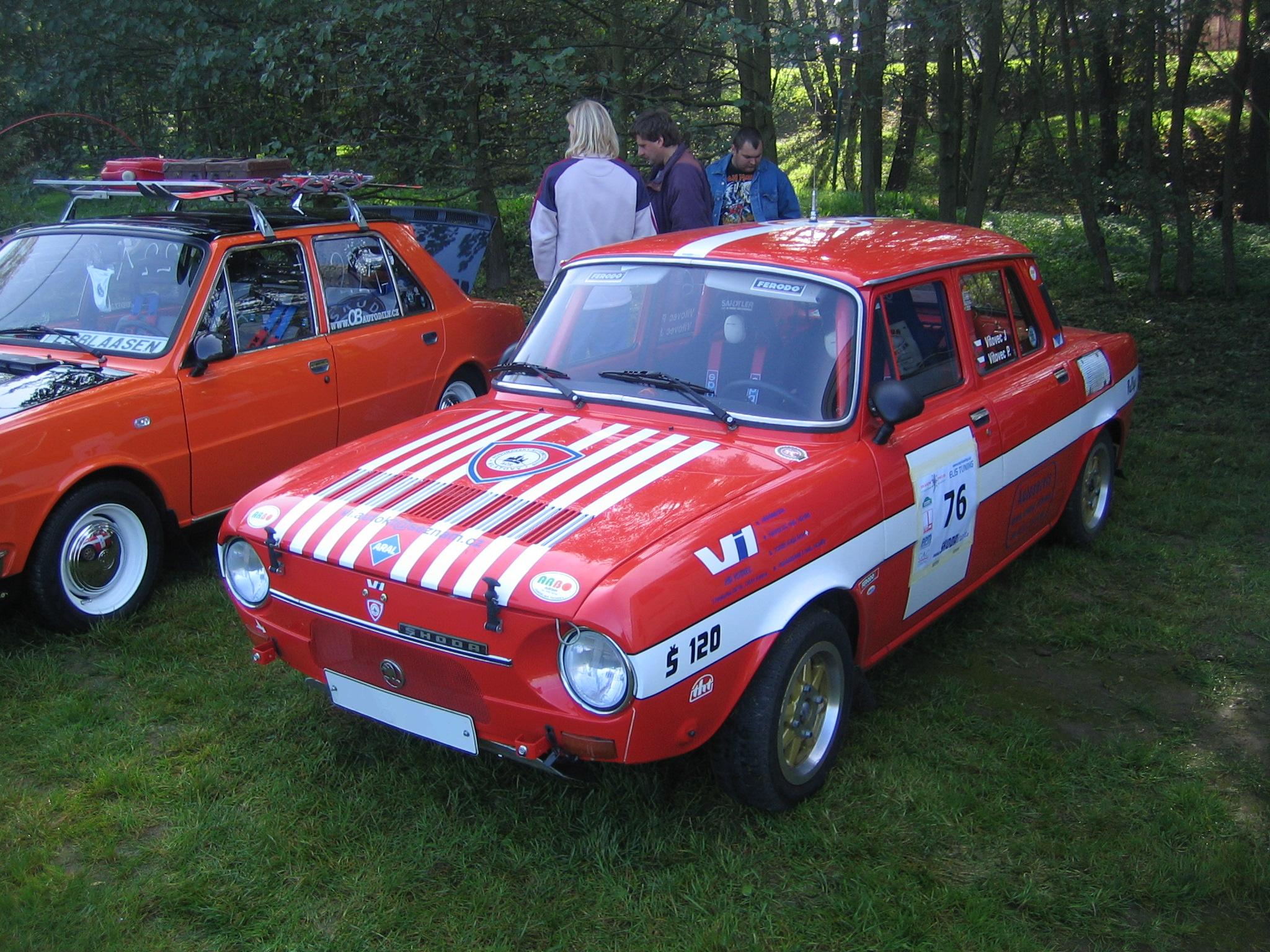
Škoda 120 S.
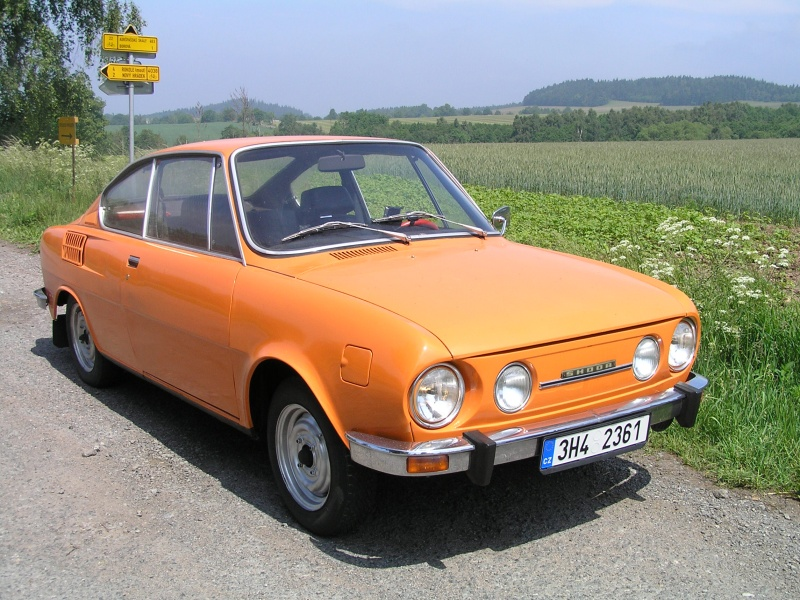
Škoda 110 R.
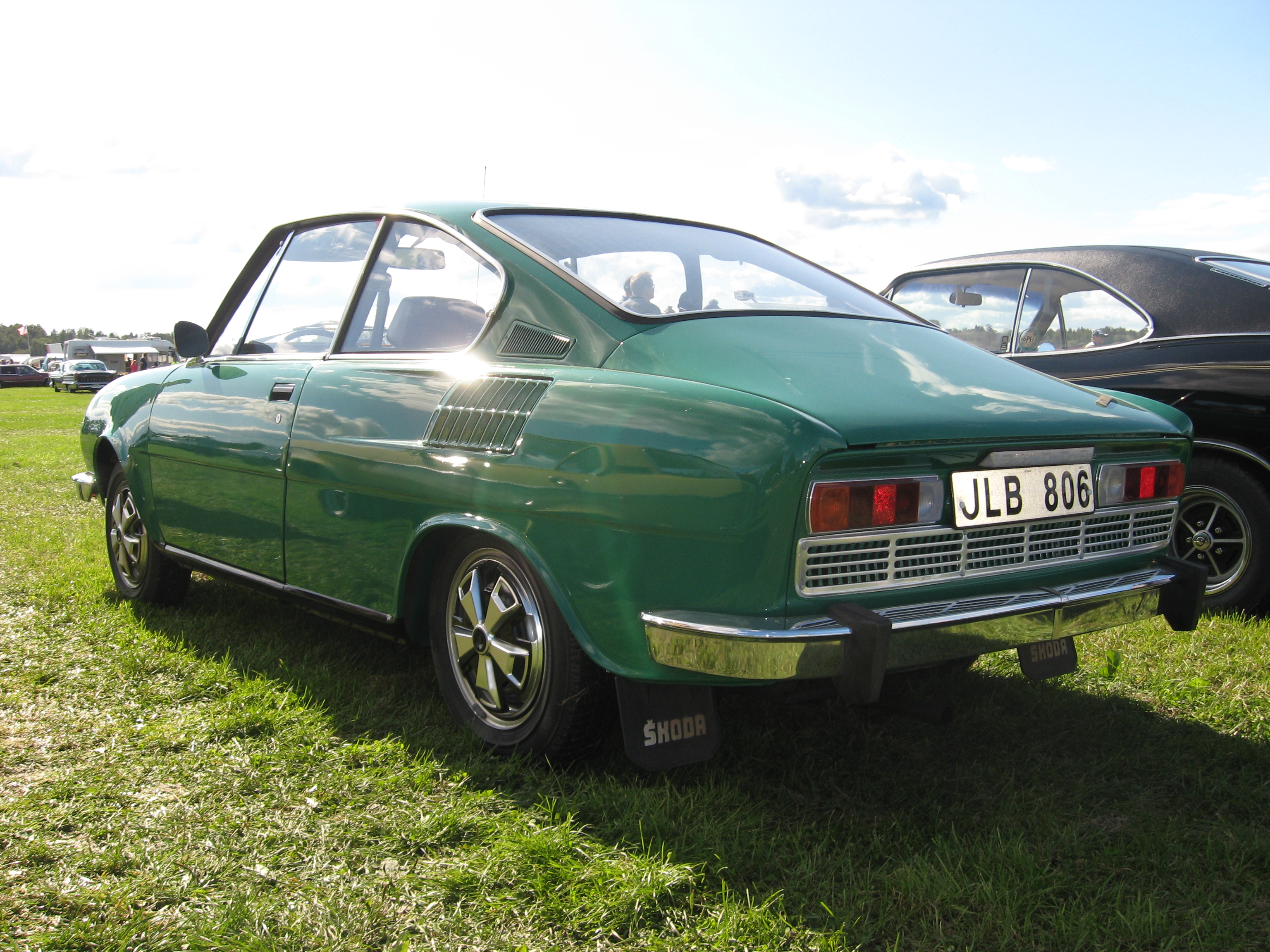
Škoda 110 R.
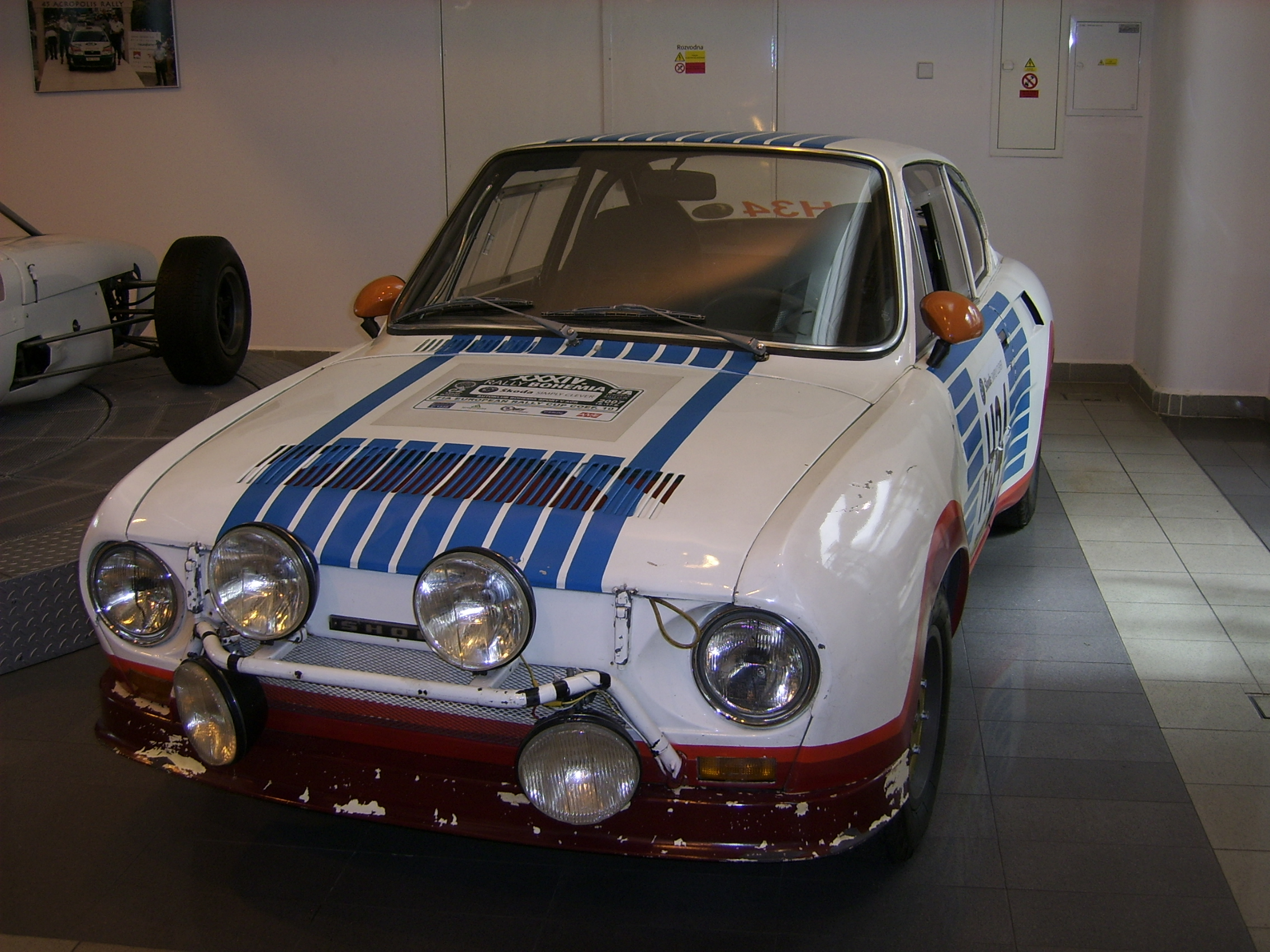
Škoda 130 RS.
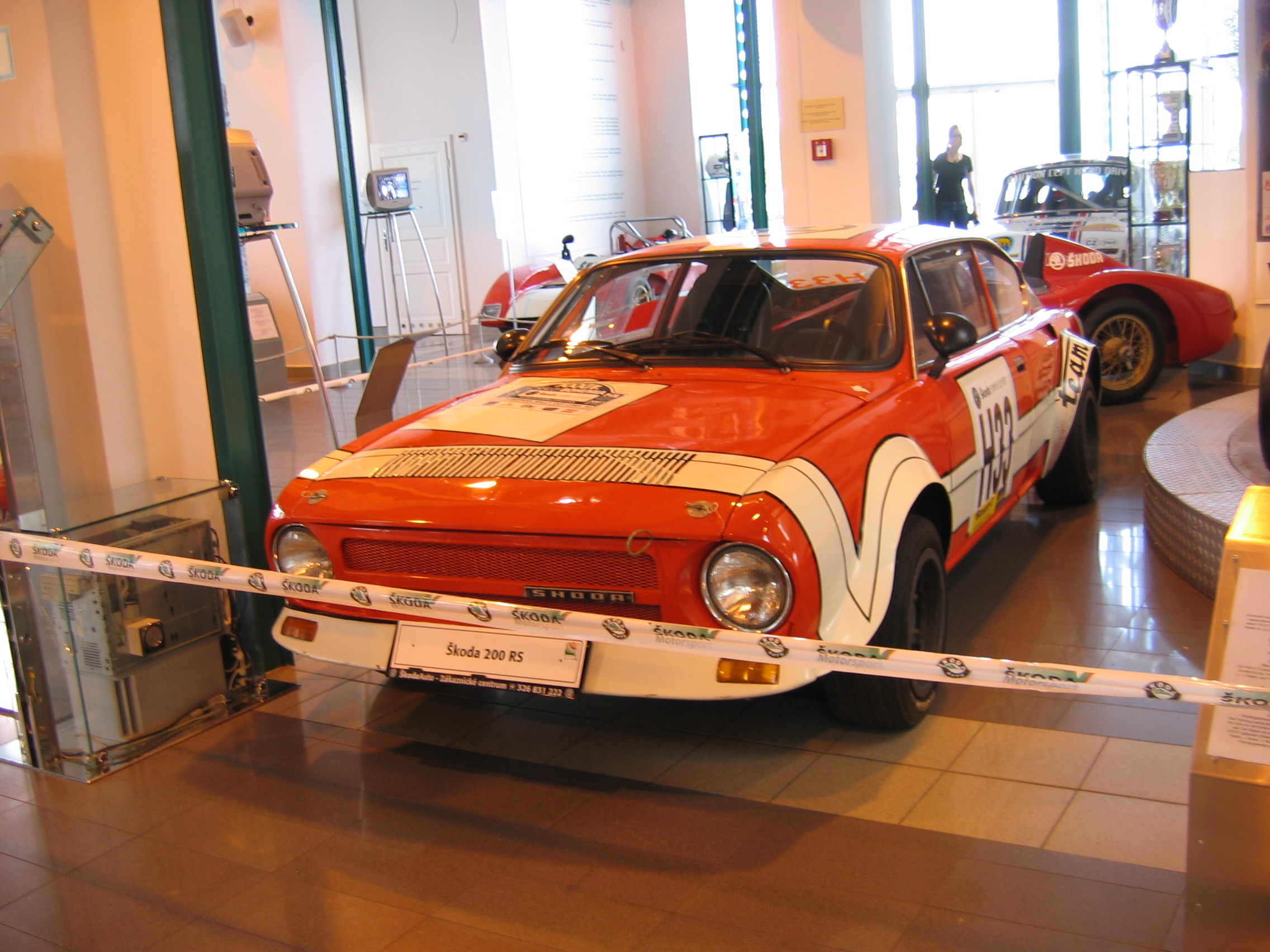
Škoda 200 RS.

## Sources
- Bernard Vermeylen, Voitures des pays de l'Est, Boulogne-Billancourt, ETAI, 2008, 239 p. (ISBN 9782726888087, OCLC 470767381)